# 경산고등학교
경산고등학교(慶山高等學校)는 대한민국 경상북도 경산시 계양동에 있는 공립 고등학교이다.

## 학교 연혁
- 1967년 10월 5일 : 경산상업고등학교 설립 인가(3학급)
- 1974년 10월 8일 : 경산고등학교로 학칙 변경 인가
- 1983년 10월 4일 : 학급 증설 인가(30학급)
- 2000년 9월 1일 : 계양동 신축교사로 이전(경산시 원효로 89)
- 2011년 12월 28일 : 특수학급 인가(3학급)
- 2016년 8월 30일 : 선진형 교과교실제 학교 지정
- 2020년 3월 1일 : 자율형공립고 정책 연구학교 운영, 고교학점제 선도학교 운영, S/W 선도학교 운영
- 2021년 7월 8일 : 자율형 공립고 재지정(2022~2025)
- 2022년 3월 1일 : 고교학점제 선도학교 운영(3년차)
- 2022년 3월 1일 : 인공지능(AI) 선도학교 운영
- 2023년 8월 21일 : 럭비구장(운동장) 라이트 시설 완공
- 2024년 2월 7일 : 제54회 졸업식(254명 졸업, 누계 15,608명)
- 2024년 3월 1일 : 제20대 정석주 교장 취임
- 2024년 3월 4일 : 2024학년도 입학식(264명)

## 참고 자료
- 경산고등학교 - 한국교육학술정보원 학교알리미